# 張勝豐
張勝豐（英: Bruce  Chang ）是臺灣舞蹈藝術家。出生於彰化。是蔡依林、孫燕姿、庾澄慶、S.H.E、王心凌等的舞蹈編排老師，擅長於舞蹈編排設計、 演唱會及舞台表演節目的設計和平面攝影，近年參與編劇與導演工作。2022年最新作品為《為舞而生》。

## 舞蹈編排
張勝豐自1990年代起活躍於華語樂壇，先後與多位港台藝人合作，為歌曲編排舞蹈。合作對象涵蓋鍾漢良、周慧敏等港星，以及徐懷鈺、孫燕姿、王心凌、楊丞琳、S.H.E、蔡依林等台灣與華語流行歌手。
他的編舞風格融合舞台感與流行元素，曾多次參與大型演唱會及MV製作，對台灣流行舞蹈文化發展具有重要貢獻。
其中一次蔡依林與日本天后安室奈美惠合作歌曲，因為知道安室奈美惠是張勝豐的偶像，便邀張勝豐編排其中的一段舞蹈。

## 巡迴演唱會舞蹈編排
1990年代之後，唱片市場的蓬勃景象帶動了演唱會的發展，張勝豐更是佔了八成的演唱會編舞市場，他曾幫助劉若英、F4 、 梁靜茹、飛輪海、蕭敬騰等歌手編排演唱會。

## 節目通告
- 中天《康熙來了》[8]
- 東森《小姐不熙娣》
- 中天《SS小燕之夜》
- 中視《超級星光大道》
- 中視《舞林大道》
- 中視《牛轉乾坤旺旺來》除夕特別節目
- 中視《超級模王大道》
- 中視《金曲超級星》
- 中視《熱舞時代》
- 八大《娛樂百分百》
- Channel [V]《我愛黑澀會》
- Channel [V]《模范棒棒堂》
- 三立《國光幫幫忙》
- 三立《綜藝大熱門》
- 台視《少年兵團 旗開得勝》
- 台視《百萬大明星》
- TVBS《女人我最大》
- 超視《神馬好時光》
- 東森超視《私房話老實說》
- 公視台語台《全家有智慧》

## 活動嘉賓
- TICC 2022/10/23《IM Dance Award 1st 舞屆頒獎典禮》最佳編舞獎-頒獎人[9]
- 【短路主播秀】《特助阿中現身了！打臉張勝豐自編自導自演玩弄媒體！！ （页面存档备份，存于）》

## 外部連結
- 張勝豐的Facebook專頁
- 張勝豐的Instagram帳戶